# Hot Wheels: Battle Force 5
Hot Wheels: Battle Force 5 – amerykańsko-kanadyjski serial animowany zrealizowany w cyfrowej technice trójwymiarowej. Stworzony przez Mattel, Nelvana, Teleton Movies i Nerd Corps Entertainment. Jego światowa premiera odbyła się na amerykańskim Cartoon Network 24 sierpnia 2009 roku, natomiast w Polsce odbyła się 24 września 2010 roku na kanale ZigZap. Druga seria emitowana jest na kanale teleTOON+ od 3 marca 2012 roku.
Hot Wheels: Battle Force 5 to kolejna produkcja studia Nerd Corps Entertainment, znanego m.in. ze Storm Hawksów, Ligi Złośliwców i Wybrańca smoka.

## Opis fabuły
Dzielni wojownicy wyposażeni w nowoczesne samochody, które podczas walki zmieniają się w superszybkie kosmiczne wehikuły, rzucają wyzwanie złym siłom chcącym opanować Ziemię. Będą musieli stoczyć boje z armiami robotów i Wandalami – człekopodobnymi istotami, a ich misja będzie pełna niebezpieczeństw.

## Postacie

### Bohaterowie
Drużyna Battle Force 5
- Vert Wheeler – przywódca grupy, na czerwonym kostiumie widnieje znak Lidera. Świetnie walczy mieczem. Jest bardzo sprawiedliwy, ale również wybuchowy. Zjednoczył wszystkich Sentient (czerwonych i niebieskich) i stał się 5 członkiem rady.

- - Saber – pojazd Verta. Ta czerwona wyścigówka wyposażona jest w piłę łańcuchową i inne niebezpieczne narzędzia.

- - SkyKnife – fuzja dwuskładnikowa Sabera i Choppera. Podniebny pojazd atakujący.

- - RigSaw – fuzja Gear Slammera i Sabera. Połączenie szybkości Sabera z uzbrojeniem Gea rSlammera. Pierwszy raz w odcinku Deep Freeze.

- - ShockBlade – fuzja Sabera i Splitwire’a. Pierwszy raz w odcinku Spawn Hunters.

- - SonicSlash – fuzja Sabera i Reverba. Po raz pierwszy w odcinku The Crimson One.

- Agura Ibaden – jest bardzo upartą i wybuchową murzynką, która nosi zielony kostium. Ma ona znak Łowczyni. Ciągle kłóci się ze Stanfordem.

- - Tangler – pojazd Agury. Jest wyposażony w „kończyny”, dzięki którym może się wspinać po skałach. Pojazd jest zielony.

- - SmashClaw – Fuzja dwuskładnikowa Tanglera i Bustera. Po raz pierwszy w odcinku Uprising.

- Sherman Cortez – brat Spinnera, specjalista od maszyn. Ma niebieski strój. Wbrew pozorom bardzo kocha brata i świetnie się z nim dogaduje.

- Spinner Cortez – brat Shermana, nosi niebieski strój ze znakiem specjalisty od maszyn. Jest mistrzem strategii i planów. Wbrew pozorom bardzo kocha brata.

- - Buster – wielki, niebieski wóz, należący do braci Cortez.

- - ShatterBolt – fuzja dwuskładnikowa Bustera i Spliwire’a. Pierwszy raz w odcinku Unite and Strike.

- - SmashClaw — Fuzja dwuskładnikowa Tanglera i Bustera. Po raz pierwszy w odcinku Uprising.

- Stanford Isaac Rhodes IV – jest bardzo pewny siebie i uwielbia się chwalić. Na fioletowym kostiumie nosi znak Specjalisty od broni. Ciągle kłóci się z Agurą, która nazywa go „Małpiszon”. Jest zakochany w Grace.

- - Reverb – fioletowy samochód Stanforda wyposażony w broń ultradźwiękową.

- - SonicSlash – fuzja sabera i Reverba. Po raz pierwszy w odcinku The Crimson One.

- Zoom Takazumi – ma żółto-pomarańczowy kostium i znak Zwiadowcy. Prawdopodobnie pochodzi z Japonii.

- - Chopper – pojazd Zooma. Jest to żółty motocykl wyposażony w piły.

- - SkyKnife – fuzja dwuskładnikowa Sabera i Choppera. Podniebny pojazd atakujący.

- Tezz Volitov – ma pomarańczowo-brązowy kostium. Był „armią rebeliantów” w jednej z zon. Świetny fizyk.

- - Splitwire – pojazd Tezza. Szybki pojazd wyposażony w broń dalekiego zasięgu.

- - ShatterBolt – fuzja dwuskładnikowa Bustera i Splitwire’a. Pierwszy raz w odcinku Unite and Strike.

- - ShockBlade – fuzja Sabera i Splitwire’a. Pierwszy raz w odcinku Spawn Hunters.

- A.J. Dalton – ma jasnoniebieski strój. Znajomy Verta, maniak sportów zimowych.

- - Gear Slammer – zimowy pojazd A.J.'a. Wyposażony w wiertło zdolne przebić bardzo grube materiały.

- - RigSaw – fuzja Gear Slammera i Sabera. Połączenie szybkości Sabera z uzbrojeniem Gear Slammera. Pierwszy raz w odcinku Deep Freeze.

Niebiescy Sentient
Rasa, która została oddzielona od swoich umysłów. Ostatnim Sentient jest Sage, a potem jeszcze Sol. Zostali uwolnieni gdy Sage załadowała swój umysł do pojazdów HWBF5, a oni uwolnili umysły Sentient.
- Sage – Doradca Battle Force 5. Ona zbudowała Multiświat i Klucze Bojowe. Drużyna Battle Force traktują Sage jak przyjaciółkę, którą chcą chronić i opiekować się nią. Gdy Vert i Zoom znajdują się w strefie cienia, okazuje się, że wszystkie umysły niebieskich Sentient są w jej głowie.

- Sol – Mistrz Sage. Był jedynym ocalałym z więzienia czerwonych Sentient. Gdy uratowali go Battle Force 5 włączył się zegar, który odmierzał czas do autodestrukcji Sola. Ginie chcąc poświęcić się by zabić brata bliźniaka. Jego bratem bliźniakiem jest Kytren.

Inni
Grace – kelnerka w barze, w którym drużyna Battle Force 5 spędza dużo czasu. Stanford się w niej zakochał.
Zeke – starzec, będący bliskim znajomym Battle Force 5. Ma obsesje na punkcie kosmitów.
Rockus – potężny szary kolos z zieloną energią, która daje mu życie i utrzymuje niezachwianą równowagę multiświata. Krytus ukradł jego kamień, żeby zwabić Battle Force 5 w pułapkę, bez niego Rockus musiałby się zahibernować na 1000 lat przez co doszło by do zachwiania równowagi. Nie staje po żadnej ze stron konfliktu, ale od czasu przygody „Zimny jak głaz” stał się też pewnego rodzaju przyjacielem Battle Force 5 i pomaga w im w niektórych misjach, chociaż nadal obchodzi go tylko zachowanie równowagi. Porusza się na szarym motorze oraz potrafi władać za pomocą potężnego sierpa skałami. W przeszłości, zanim doszło do wojny między czerwonymi a błękitnymi Sentient, był sędzią walk gladiatorów oraz zna dobrze przyszłość, dzięki przeskokom czasowym.
Tromb – przywódca Karamanów, rasy niewolników-techników Wandali. Gdy obmyśla plan, dzięki któremu Wandale tracą technologię. Zostaje uwolniony poza odcinkami, bo widać go pod koniec ostatniego odcinka na trybunach na arenie.

### Złoczyńcy
Wandale
Człekokształtne istoty, które wyglądają jak połączenie zwierzęcia i człowieka. Ich świat jest zniszczony i brudny. Chcą zdobyć wszystkie klucze bojowe. Tracą swoje pojazdy, gdy Tromb wysadza bombę wyłączającą całą technologię Sentient na ich planecie.
- Kalus – kapitan wandali, chce zdobyć wszystkie klucze bojowe. Wygląda jak człeko-tygrys.
  - Fangore – pojazd Kalusa. Został ulepszony przez niego w wulkanie. Po ulepszeniu dostał łapę rzucającą kulami z kolcami, jego koła zaczynają się zachowywać jak łapy tygrysa.

- Krocomodo – człeko-krokodyl.
  - Riptile – Pojazd Krocomodo. Opancerzony i wytrzymały.

- Sever – człeko-rekin.
  - Water Slaughter – pojazd Severa wyposażony w piły wyglądające jak zęby rekina.

- Hatch – człeko-karaluch, zna czarną magię.
  - Scarib – pojazd Hatcha.

- Grimian – człeko-goryl. Szpieg Krytusa.
  - Prime Evil – pojazd Grimiana. Został wyposażony w technologię Sentient.

Sarki
Roboty, które chcą zdobyć wszystkie klucze bojowe. Mówią na ludzi Organiczni. Mają świetne maszyny.
- Zemerik – przywódca Sarków. Chce zdobyć wszystkie klucze bojowe. Przez pewien czas był dowódcą armii Krytusa, ale go zdradził poprzez wgranie wirusa Sage przez Verta. Został zabity przez Krytusa w bazie zielonych sarków. Jednak pod koniec odcinka został ożywiony przez dowódcę zielonych sarków.
  - Zelix – pojazd Zemerika.

- Zug – sługa Zemerika. Zginął porażony piorunem na pustkowiu w tym samym odcinku co Zemerik.
  - Zendrill – pojazd Zuga. Wyposażony w wiertło.

- Sarki-Zurki – roboty, wspaniali konstruktorzy. Niebiescy to słudzy Zemerika, czerwoni to słudzy czerwonych Sentient, a zieloni to niebiescy, którzy poddali się Kodowi ALFA.
  - Zentnery – pojazdy Sarków.

Czerwoni Sentient
- Krytus – Brat bliźniak Sage, Lider czerwonych Sentient. Planuje zabić siostrę i rządzić multiświatem. Został wygnany w ostatnim odcinku.
  - Syfurious – pojazd Krytusa.

- Kyburi – Łowca czerwonych Sentient.
  - Venikus – pojazd Kyburi. Ma podobny wygląd do Tanglera.

- Krylox – Specjalista od maszyn czerwonych Sentient. Może stworzyć swojego sobowtóra, który po rozdzieleniu pojazdu prowadzi tylną połowę.
  - Synataur – pojazd Kryloxa. Może się rozdzielić, po rozdzieleniu może tworzyć wiązkę energi między połowami pojazdu. Jest bardzo odporny jak czołg.

- Kyrosys – Specjalista od broni czerwonych Sentient.
  - Synthrax – pojazd Kyrosysa. Potrafi strzelać ognistymi pociskami z kół.

- Kytren – zwiadowca czerwonych Sentient. Ma brata bliźniaka (Sol).
  - Vylirex – pojazd Kytrena. Jest bardzo zwinny.

## Obsada
- Mark Hildreth –
  - Vert Wheeler,
  - Praxion
- Michael Dobson –
  - Zemerik,
  - Tors-10
- Kathleen Barr –
  - Agura Ibaden,
  - Hatch,
  - Zen
- Noel Johansen – Stanford Isaac Rhodes IV
- Brian Drummond –
  - Sherman Cortez,
  - Krocomodo,
  - Zug,
  - Szeryf Johnson,
  - Krytus
- Gabe Khouth – Spinner Cortez
- Alessandro Juliani – Zoom Takazumi
- Kira Tozer –
  - Sage,
  - Grace
- Colin Murdock –
  - Kalus,
  - Sever,
  - Zeke
- Alan Marriott – Simon

## Wersja polska
Wersja polska: na zlecenie ZigZapa (odc. 1-26) / teleTOON+ (odc. 27-52) – Master Film

Wystąpili:
- Marcin Hycnar – Vert (odc. 1-26)
- Przemysław Wyszyński – Vert (odc. 27-52)
- Anna Sroka-Hryń – Agura
- Paweł Ciołkosz – Stanford
- Grzegorz Kwiecień – Sherman
- Marek Kudełko – Spinner
- Józef Pawłowski – Zoom
- Joanna Pach-Żbikowska – Seige
- Jacek Król – Kalus
- Sławomir Pacek – Zemerik
- Andrzej Blumenfeld –
  - Krocomodo,
  - Johnson
- Miłogost Reczek –
  - Hatch,
  - Zeke,
  - Takeyasu (odc. 38)
- Wojan Trocki –
  - Sever,
  - Zug
- Kamila Boruta – Grace
- Marek Molak – Zen (odc. 13)
- Mateusz Lisiecki – Simon (odc. 14)
- Mikołaj Klimek
- Artur Pontek –
  - Praxion (odc. 26),
  - Quardien (odc. 34, 52),
  - Zen (odc. 38)
- Karol Pocheć – Krytus (odc. 26, 29-35, 37-52)
- Przemysław Bluszcz – Grimian (odc. 28, 36-37, 48, 51)
- Otar Saralidze – Tez (odc. 31, 33-36, 38-39, 41, 43-44, 46-52)
- Anna Gryszko – Kyburi (odc. 30, 32-35, 38-43, 45-48, 50-52)
- Michał Mikołajczak – Krylox (odc. 30, 32-33, 38, 42, 47)
- Rafał Zawierucha – Kyrosis (odc. 30, 32-33, 38, 46)
- Grzegorz Falkowski –
  - Kytren (odc. 30, 32-33, 35, 38-40, 42-46, 48, 50, 52),
  - Tromp (odc. 36, 51)
- Kamil Siegmund – AJ (odc. 35, 38-39, 41, 42, 51-52)
- Rafał Maćkowiak – Dan Wheldon (odc. 39)
- Mirosław Zbrojewicz – Rawkus (odc. 40, 41, 49, 52)
- Piotr Zelt – Sol (odc. 43)
- Andrzej Chudy – Jack Wheeler (odc. 45)

i inni
Dialogi i reżyseria: Dariusz Dunowski

Dźwięk: Aneta Michalczyk-Falana

Montaż:
- Aneta Michalczyk-Falana (odc. 1-26, 33-52),
- Jan Graboś (odc. 27-32)

Kierownictwo produkcji:
- Katarzyna Górka (odc. 1-26),
- Agnieszka Kołodziejczyk (odc. 27-52)

Lektorzy:
- Ireneusz Machnicki (odc. 1-26),
- Paweł Bukrewicz (odc. 27-52)

## Spis odcinków
| Premiera odcinka                                | Nr | Polski tytuł                  | Angielski tytuł             |
| ----------------------------------------------- | -- | ----------------------------- | --------------------------- |
|                                                 |    |                               |                             |
| SERIA PIERWSZA: HOT WHEELS: BATTLE FORCE 5      |    |                               |                             |
|                                                 |    |                               |                             |
| 24.09.2010                                      | 01 | Start                         | Starting Line               |
|                                                 |    |                               |                             |
| 29.09.2010                                      | 02 | Seige na ratunek              | Gearing Up                  |
|                                                 |    |                               |                             |
| 08.10.2010                                      | 03 | Zimna wojna                   | Common Cold War             |
|                                                 |    |                               |                             |
| 15.10.2010                                      | 04 | Trening                       | Basic Training              |
|                                                 |    |                               |                             |
| 24.10.2010                                      | 05 | Zaginiony w akcji             | Missing in Action           |
|                                                 |    |                               |                             |
| 31.10.2010                                      | 06 | Złomowisko                    | Junkyard Dogged             |
|                                                 |    |                               |                             |
| 03.12.2010                                      | 07 | Za linią wroga                | Behind Enemy Lines          |
|                                                 |    |                               |                             |
| 10.12.2010                                      | 08 | Poczciwy Zug                  | My Man, Zug                 |
|                                                 |    |                               |                             |
| 17.12.2010                                      | 09 | Groźne przymierze             | Frenemy                     |
|                                                 |    |                               |                             |
| 24.12.2010                                      | 10 | Poszkodowany                  | Man Down                    |
|                                                 |    |                               |                             |
| 31.12.2010                                      | 11 | Sztuczna inteligencja         | Artificial Intelligence     |
|                                                 |    |                               |                             |
| 07.01.2011                                      | 12 | Klatka zagłady                | Cage Match                  |
|                                                 |    |                               |                             |
| 14.01.2011                                      | 13 | Wybraniec                     | The Chosen One              |
|                                                 |    |                               |                             |
| 21.01.2011                                      | 14 | Powrót do czasoprzestrzeni    | StormShocker                |
|                                                 |    |                               |                             |
| 28.01.2011                                      | 15 | Sobowtóry                     | Double Down                 |
|                                                 |    |                               |                             |
| 04.02.2011                                      | 16 | Czkawka                       | Glitchin’                   |
|                                                 |    |                               |                             |
| 11.02.2011                                      | 17 | Yeti                          | Cold As Ice                 |
|                                                 |    |                               |                             |
| 04.02.2011                                      | 18 | Mecz                          | Mag Wheels                  |
|                                                 |    |                               |                             |
| 05.02.2011                                      | 19 | Poza czasem                   | Time Out                    |
|                                                 |    |                               |                             |
| 06.02.2011                                      | 20 | Wrogie artefakty              | Artifact Attack             |
|                                                 |    |                               |                             |
| 07.02.2011                                      | 21 | Mecha osy                     | Swarmed                     |
|                                                 |    |                               |                             |
| 09.03.2011                                      | 22 | Gladiatorzy                   | Gladiators                  |
|                                                 |    |                               |                             |
| 09.02.2011                                      | 23 | Pijawki                       | Spinning Out                |
|                                                 |    |                               |                             |
| 10.02.2011                                      | 24 | Gra o życie                   | Mobi 3.0.                   |
|                                                 |    |                               |                             |
| 11.02.2011                                      | 25 | Oś zła                        | Axis of Evil                |
| 12.02.2011                                      | 26 | Oś zła                        | Axis of Evil                |
|                                                 |    |                               |                             |
| SERIA DRUGA: HOT WHEELS: BATTLE FORCE 5 – FUZJA |    |                               |                             |
|                                                 |    |                               |                             |
| 03.03.2012                                      | 27 | Battleship 5                  | Battleship 5                |
|                                                 |    |                               |                             |
| 03.03.2012                                      | 28 | Pojedynek                     | Uprising                    |
|                                                 |    |                               |                             |
| 03.03.2012                                      | 29 | Powstanie Czerwonych Sentient | Ascent of the Red Sentients |
| 03.03.2012                                      | 30 | Powstanie Czerwonych Sentient | Ascent of the Red Sentients |
|                                                 |    |                               |                             |
| 03.03.2012                                      | 31 | Siła oporu                    | The Power of Resistance     |
|                                                 |    |                               |                             |
| 03.03.2012                                      | 32 | Karmazynowy                   | The Crimson One             |
|                                                 |    |                               |                             |
| 03.03.2012                                      | 33 | Łowcy                         | Spawn Hunters               |
|                                                 |    |                               |                             |
| 03.03.2012                                      | 34 | Znalezione... i zgubione      | Found!...and Lost           |
|                                                 |    |                               |                             |
| 12.04.2012                                      | 35 | Głębokie zamrożenie           | Deep Freeze                 |
|                                                 |    |                               |                             |
| 13.04.2012                                      | 36 | Władca Kharamanów             | Lord of the Kharamanos      |
|                                                 |    |                               |                             |
| 16.04.2012                                      | 37 | Zamieszanie z fuzją           | Fusion Confusion            |
|                                                 |    |                               |                             |
| 17.04.2012                                      | 38 | Paszcza smoka                 | Mouth of the Dragon         |
|                                                 |    |                               |                             |
| 18.04.2012                                      | 39 | Gaz do dechy                  | Full Throttle               |
|                                                 |    |                               |                             |
| 19.04.2012                                      | 40 | Zimny jak głaz                | Stone Cold Warrior          |
|                                                 |    |                               |                             |
| 20.04.2012                                      | 41 | Strefa cienia                 | The Shadow Zone             |
|                                                 |    |                               |                             |
| 23.04.2012                                      | 42 | Łowy na Magmatroksa           | Hunt for the Magmatrox      |
|                                                 |    |                               |                             |
| 24.04.2012                                      | 43 | Jedyny ocalały                | Sol Survivor                |
|                                                 |    |                               |                             |
| 25.04.2012                                      | 44 | Błękitna fala                 | The Blue Tide               |
|                                                 |    |                               |                             |
| 26.04.2012                                      | 45 | Dziedzictwo                   | Legacy                      |
|                                                 |    |                               |                             |
| 27.04.2012                                      | 46 | Jeźdźcy cienia                | Shadow Runners              |
|                                                 |    |                               |                             |
| 30.04.2012                                      | 47 | Echa przeszłości              | Blast from the Past         |
|                                                 |    |                               |                             |
| 01.05.2012                                      | 48 | Tajemnica Grimiana            | Grimian’s Secret            |
|                                                 |    |                               |                             |
| 02.05.2012                                      | 49 | Konszachty                    | Better Off Red              |
|                                                 |    |                               |                             |
| 03.05.2012                                      | 50 | Zemerik pojmany               | Get Zemerik                 |
|                                                 |    |                               |                             |
| 07.05.2012                                      | 51 | Potyczka w dżungli            | Rumble in the Jungle        |
|                                                 |    |                               |                             |
| 08.05.2012                                      | 52 | Jedność i siła                | Unite and Strike!           |
|                                                 |    |                               |                             |